# Myrmecia chasei
Myrmecia chasei ist eine Ameisenart aus der Unterfamilie der Bulldoggenameisen (Myrmeciinae), die in Australien heimisch ist. Das Siedlungsgebiet von Myrmecia chasei umfasst die südöstlichen Gebiete Westaustraliens.
Arbeiterameisen werden ungefähr 12–15,5 Millimeter groß, jedoch können diese auch durchaus größer werden. Ameisenköniginnen werden 22–24 Millimeter groß. Erkennbar ist diese Spezies am schwarzen Kopf und den braunen Beinen und Fühlern. Der Thorax ist hell rot.